# دهستان زهرای بالا
دهستان زهرای بالا نام دهستانی در بخش مرکزی شهرستان بوئین‌زهرا، استان قزوین در ایران است. براساس سرشماری مرکز آمار ایران در سال ۱۳۸۵، جمعیت آن ۱۴٬۲۲۸ نفر (۳٬۵۹۹ خانوار) بوده‌است.